# Loré (Verwaltungsamt)
| \| \| |
|       |

|  |

Loré (Lore) ist ein osttimoresisches Verwaltungsamt (portugiesisch Posto Administrativo) in der Gemeinde Lautém. Es wurde am 1. Januar 2022 vom Verwaltungsamt Lospalos abgetrennt.

## Geographie

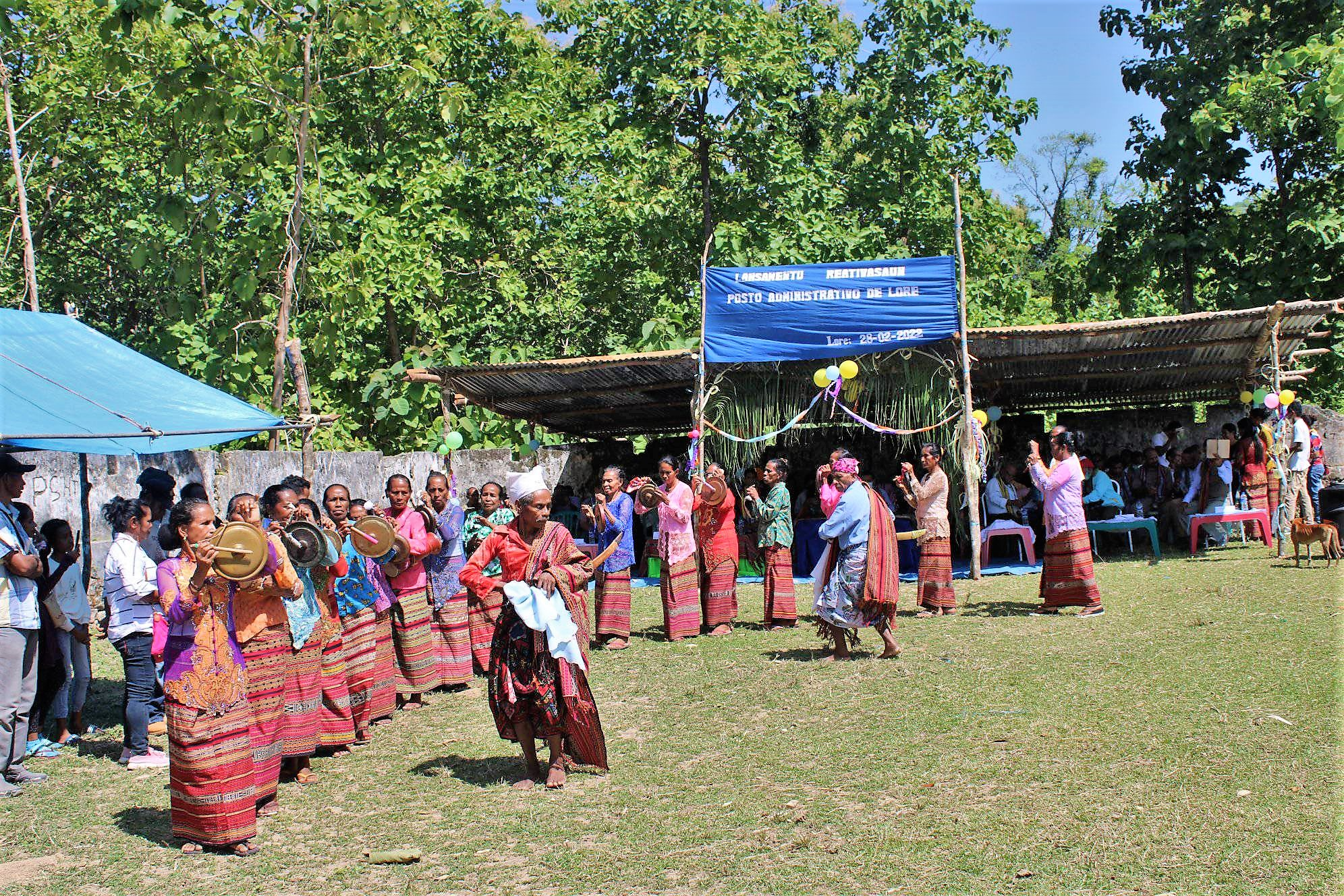
Feierliche Übergabe von Betriebsmittel für das neue Verwaltungsamt Loré
(28. Februar 2022)

Das Verwaltungsamt Loré teilt sich in die zwei Sucos Lore I und Lore II. Es hat eine Fläche von 179,79 km². Das Verwaltungsamt liegt am Ufer der Timorsee. Die Südspitze bildet der Ponta de Lore. Nördlich von Loré liegt das Verwaltungsamt Lospalos, von dem Loré 2022 abgetrennt wurde. Westlich befindet sich das Verwaltungsamt Iliomar. Der Fluss Tchino, der die Grenze zwischen Lore I und Lore II sowie zwischen Lore I und Lospalos im Norden bildet, wird mit einer Brücke überspannt. Er wird in seinem Oberlauf auch Tehino genannt. Seine Quelle liegt im Grenzgebiet zwischen Lore I und Lore II. Der Tchino mündet in den Namaluto, der die Westgrenze des Sucos zum Verwaltungsamt Iliomar darstellt. Im Osten von Lore II entspringt der Lapalapa. Die Grenze im Nordosten bildet der Fluss Urunami.
Nach Westen hin dehnt sich von Lore aus eine Küstenebene aus, zunächst schmal bis Viqueque, dann breiter bis zur Landesgrenze zu Indonesien. Das Gebiet ist geprägt durch Küstentrockenwälder, Mangrovenwälder und Küstengrasland. Da die Region weit entfernt von den Bevölkerungszentren Osttimors und relativ schlecht zugänglich ist, ist die Natur hier noch weitgehend unberührt. Im Westen Lorés liegt die Quelle Ira Lafai.
Ein Gebiet um Lore mit 10.906 ha wurde mit seinem Wald und den umgebenden Reisfeldern von BirdLife International als Important Bird Area ausgewiesen. Hier finden sich noch Teak, Sandelholz und Bambus, in denen mindestens 24 geschützte Vogelarten leben, wie die Grüne Timortaube oder der Gelbwangenkakadu. Auch der größte noch existierende Küstenwald der gesamten Insel Timor liegt in diesem Gebiet, etwa 40 km südlich von Lospalos. 2007 wurde Lore I Teil des Nationalparks Nino Konis Santana.

## Einwohner
Loré hat 3.692 Einwohner (2022), davon sind 1.768 Männer und 1.924 Frauen. Im Verwaltungsamt gibt es 658 Haushalte. Fast alle Einwohner sprechen als Muttersprache Fataluku. Minderheiten sprechen Tetum Prasa, Tetum Terik, Dadu'a oder Lolein.

## Geschichte

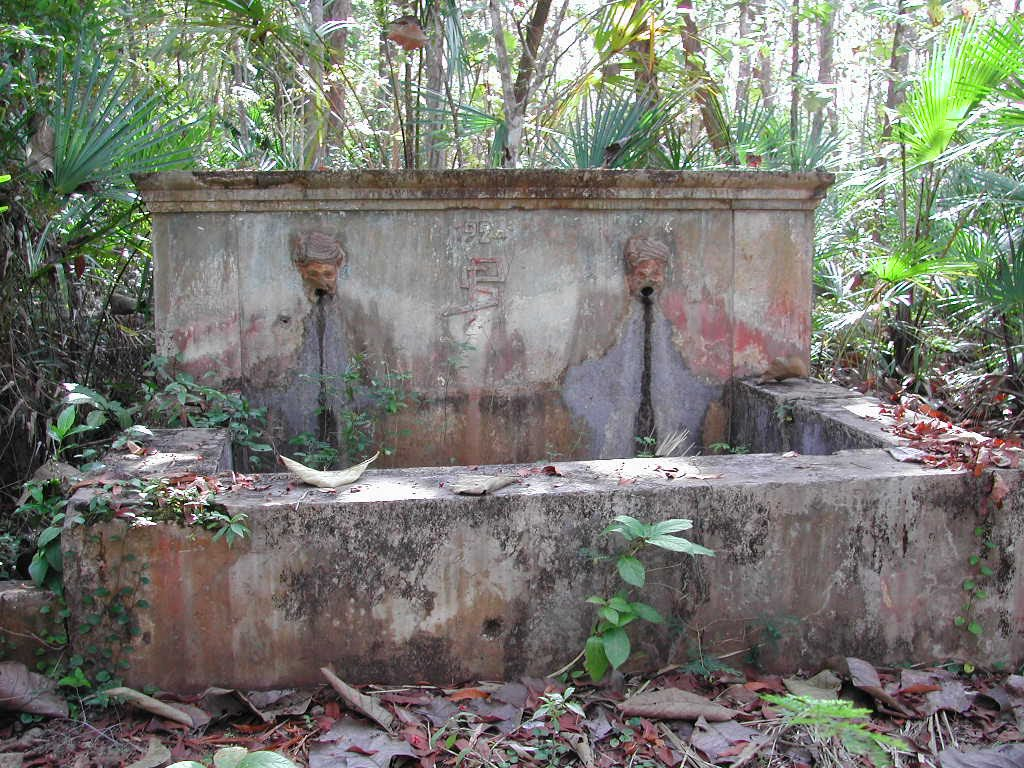
Überreste eines Brunnens auf einer ehemaligen Teakplantage von etwa 1924

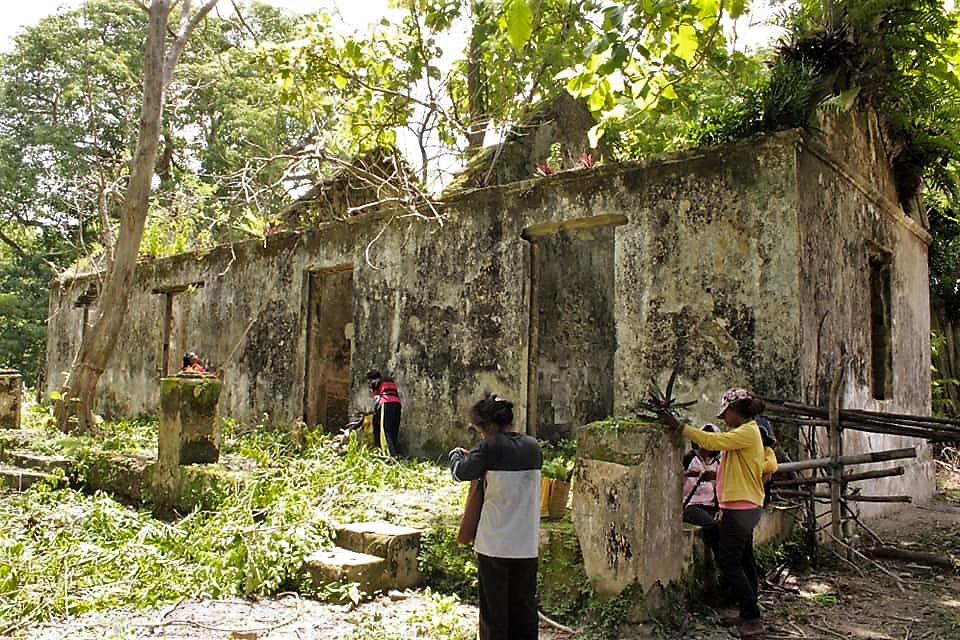
Der koloniale Verwaltungsposten von Loré in Lore I

Die ersten Europäer im Gebiet der Gemeinde Lautém waren die Portugiesen, die im heutigen Suco Lore I im 17. oder 18. Jahrhundert ein Fort errichteten. Hier war eine Kompanie einheimischer Kolonialtruppen (Segunda Linha) stationiert. Von dem Fort sind noch Ruinen erhalten. Der Verwaltungssitz bestand nur aus einem Wohnraum, einer Küche und Lagerräumen. Der Ort Loré war von Kokospalmen und Maisanpflanzungen umgeben. Neben Hütten von Einheimischen gab es noch einige chinesische Läden. Westlich von Loré lag der Ort Saenamo, der heute nicht mehr existiert. Der Militärposten hatte keinen kolonialen Verwaltungsbeamten. Das Kommando hatte eine einheimische Adlige.
Während der Schlacht um Timor (1942–1945) kamen zuerst australische Soldaten in den Ort. Noch 1942 erreichten auch die Japaner die Region und bauten am Ponta de Lore ein Flugfeld, das sie nach dem nahen Ort „Sinamo“ nannten. Etwa auf halbem Weg nach Lospalos gab es in der Aldeia Haitupuca auch eine japanische Radarstation, die am 27. November 1944 durch Spitfire und B-25 zerstört wurde. Ausgerüstet mit Zusatztanks war dies mit über 850 Meilen (etwa 1400 km) die längste Mission, die je von Spitfire durchgeführt wurde.
Zwischen dem 5. und 8. August 1983 desertierten Hunderte von Mitgliedern von bewaffneten pro-indonesischen Milizen (Wanra, Hansip) aus Mehara, Lore, Leuro und Serelau und schlossen sich der FALINTIL an. In ihren Heimatorten führten die Indonesier Strafaktionen durch. Hunderte Frauen und andere zurückgebliebene wurden auf Lastwagen zusammengetrieben und für mehrere Monate interniert. Es kam zu Folterungen und Vergewaltigungen. Später wurden mehrere hundert Familien auf die Insel Atauro zwangsumgesiedelt. Sie kehrten erst später wieder zurück.

## Politik
Der Administrator des Verwaltungsamts wird von der Zentralregierung in Dili ernannt.

## Wirtschaft
An der Küste wird etwas Fischerei betrieben. Daneben baut die Bevölkerung Reis an.

## Kultur
Zweimal im Jahr findet an zwei Orten im Suco das Mechi der Fataluku statt, das Sammeln der Meci-Würmer (Eunice viridis). Im letzten Mondviertel vom Februar findet das kleinere Mechi kiik und bei Neumond im März das große Mechi boot statt.

## Persönlichkeiten
- Fernando Teles do Nascimento Txai (1953–1980), Politiker und Freiheitskämpfer
- José Agostinho Sequeira (* 1959), Politiker und Freiheitskämpfer
- Delio Anzaqeci Mouzinho (* 2000), Boxer